# Curarea
Curarea es un género con nueve especies de plantas de flores perteneciente a la familia Menispermaceae. Se encuentra en Sudamérica y América Central.C. barnebyana es considerada una especie vulnerable, mientras que C. crassa (endémica del Bosque Atlántico costero de Brasil) y C. gentryana (endémica del oeste de Ecuador) son consideradas especies en peligro.

## Especies
- Curarea barnebyana R.Ortiz
- Curarea candicans (Rich. ex DC.) Barneby & Krukoff
- Curarea crassa Barneby
- Curarea cuatrecasasii Barneby & Krukoff
- Curarea gentryana R.Ortiz
- Curarea iquitana (Diels) R.Ortiz
- Curarea tecunarum Barneby & Krukoff
- Curarea tomentocarpa (Rusby) R.Ortiz
- Curarea toxicofera (Wedd.) Barneby & Krukoff